# Poa takasagomontana
Poa takasagomontana är en gräsart som beskrevs av Jisaburo Ohwi. Poa takasagomontana ingår i släktet gröen, och familjen gräs. Inga underarter finns listade i Catalogue of Life.